# Chandagajty
Chandagajty (ros. Хандагайты) – wieś w Rosji, w Tuwie, w kożuunie owiurskim. W 2010 liczyła 3207 mieszkańców.

## Urodzeni
- Łorisa Oorżak